# Route nationale 6 (Madagascar)
Pour les articles homonymes, voir Route nationale 6.
La route nationale 6, ou N 6, est une route nationale de Madagascar, reliant Antsiranana à Ambondromamy.

## Description
La N6 s'écarte de la route nationale 4 à Ambondromamy puis traverse, entre-autres, Antsohihy, Ambanja et Ambilobe à Antsiranana pour se terminer à la pointe nord de Madagascar.

### État de la route
La partie sud entre Ambondromamy et Antsohihy était déjà asphaltée dans les années 1970, mais la surface asphaltée a été complètement détruite à la fin des années 1990 faute d'entretien.
Cette partie a été rénovée de 2004 à 2007 avec des fonds d'aide au développement de l'Union Européenne.
Le tronçon entre Antsohihy et Ambanja (185 km) n'était pas goudronné jusqu'en 2005 et quasiment infranchissable pendant la saison des pluies.
La couverture a été réalisée entre 2005 et 2006.
La section nord d'Ambanja à Antsiranana a été renovée pour la dernière fois au début des années 1990 et est en très mauvais état au début des années 2020,,.

## Parcours
Du nord au sud :
- Antsiranana
- Tsingy Rouge
- Anivorano Nord
- Réserve spéciale d'Ankarana
- Ambilobe - (croisement de la RN5a menant à  Vohémar et Sambava)
- Ambanja - (Réserve spéciale de Manongarivo à 35 km d'Ambanja).
- Cascade de Mahamanina
- Maromandia
- Ankerika (Croisement de la N 31a)
- Antsohihy  (croisement de la RN 31 menant à  Bealanana) et de la RN 32 menant à Mandritsara)
- Pont sur le fleuve Sofia.
- Port-Bergé
- Mampikony
- Ambondromamy- (croisement de la  N 4 (Mahajanga-Antananarivo)

## Vues de la N6

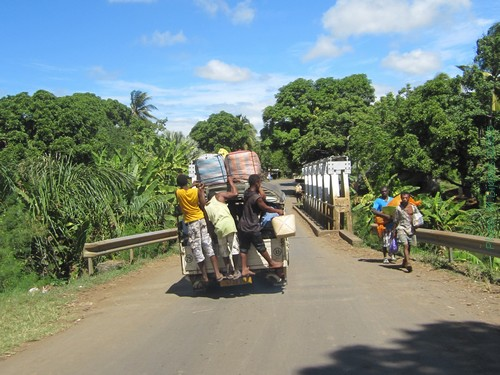
Pont sur la rivière Besokatra.
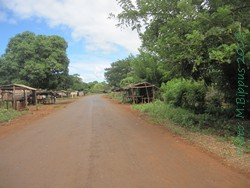
La N6 à Antanandrenitelo.
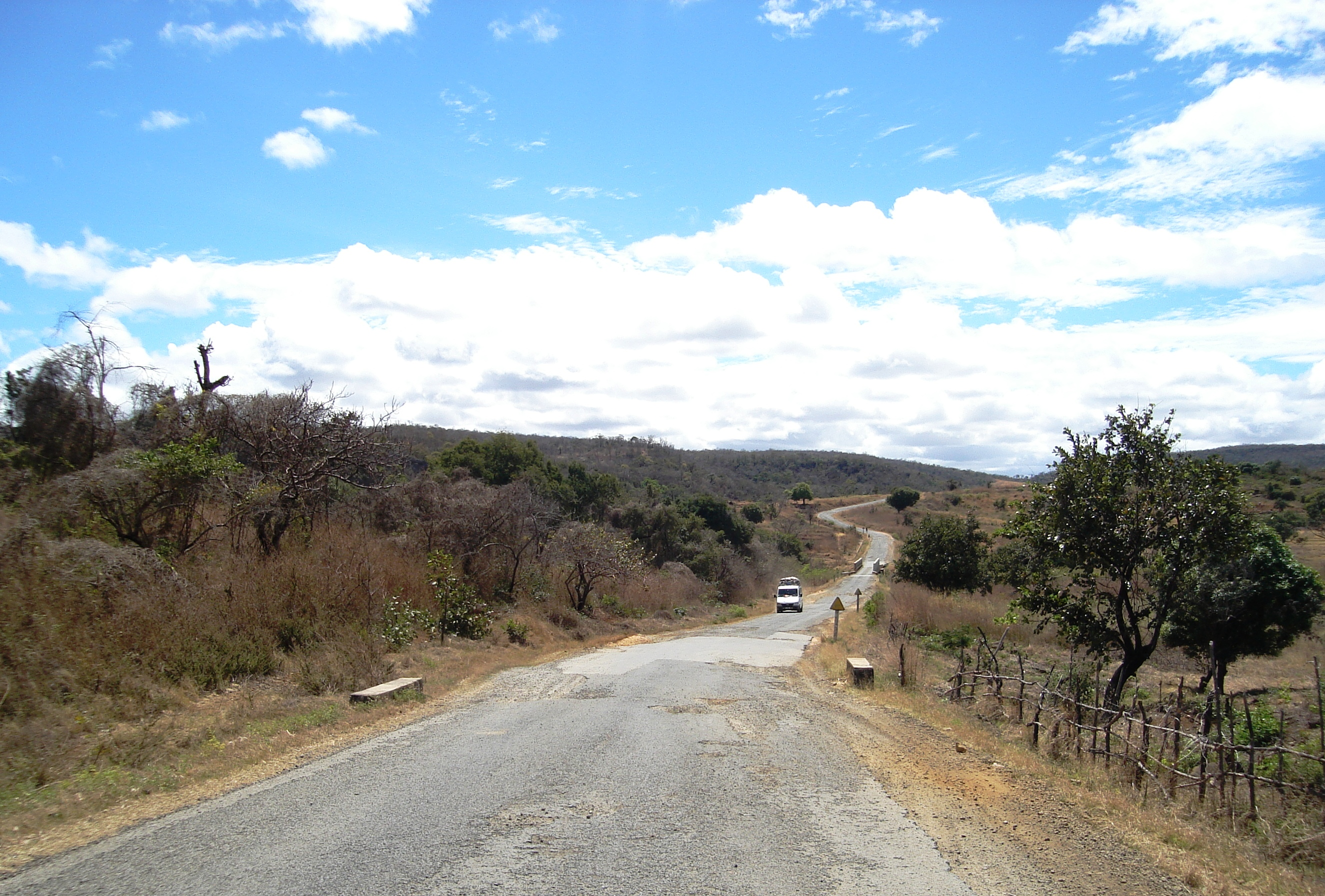
La N6 entre Ambilobe et Anivorano Nord.